# Saint-Pierre-d'Entremont, Savoie
Saint-Pierre-d'Entremont este o comună în departamentul Savoie din sud-estul Franței. În 2009 avea o populație de 426 de locuitori.

## Evoluția populației
| An        | 1975 | 1982 | 1990 | 1999 | 2006 | 2009 |
| --------- | ---- | ---- | ---- | ---- | ---- | ---- |
| Populație | 342  | 295  | 294  | 372  | 416  | 426  |